# Auguste Henri Brincourt
Henri Brincourt, né le 25 juin 1823 à Lille et mort  le 10 août 1909 à Paris, est un général de division français, grand-croix de la Légion d'honneur.
Saint-Cyrien, il se distingue, notamment au sein des zouaves, lors de la conquête de l'Algérie, de la guerre de Crimée, de la campagne d'Italie en 1859 puis de l'expédition du Mexique. Promu général de brigade à 40 ans, il devient l'un des plus jeunes généraux de l'armée française, et se distingue au commandement d'une brigade de la Garde impériale, au cours de la guerre de 1870.

## Biographie

### Famille
Henri Brincourt est le fils de Pierre Henry Brincourt (1789-1859), capitaine de l'infanterie et de Rose Joséphine Bleuzet (1792-1830). Son père, issu d'une famille d'origine sedanaise, est militaire et a combattu, durant le Premier Empire, notamment en Espagne et en Allemagne. Mis en demi-solde à la Restauration, il mène une existence modeste. À la mort de sa mère en 1830, son père le confie à un de ses frères, oncle de l'enfant, lui aussi ancien militaire, également mis en demi-solde et devenu industriel à Sedan et maire adjoint de cette ville.
Henri épouse en 1866 Cornélie Bertêche (1843-1906), fille d'un industriel de l'industrie textile de Sedan et petite-fille du colonel Bertêche, auquel la Convention nationale a décerné une couronne de chêne pour avoir deux fois sauvé la vie du général de Beurnonville à Jemmapes.

### Formation
Élève au collège royal de Metz, dont il conserve un douloureux souvenir, il choisit de faire comme son père et son oncle, une carrière militaire. Il entre à Saint-Cyr, comme son oncle, en 1841. Il en sort le 1er octobre 1843 comme sous-lieutenant au 61e de ligne, où a servi son père.

### Carrière militaire
La carrière militaire de Brincourt a été brillante et son avancement extrêmement rapide.
Il sert comme sous-lieutenant en Algérie entre 1843 et 1847, notamment sous les ordres du colonel Herbillon.
De retour en France, il combat lors des journées de Juin en 1848 au cours desquelles il est blessé. Il est fait chevalier de la Légion d'honneur et promu lieutenant en récompense de sa conduite en juillet.
En septembre 1850, il est promu capitaine et passe au 3e régiment de zouaves en Algérie avec lequel il combat lors de la  guerre de Crimée en 1855. Il est blessé onze fois et promu officier de la Légion d'honneur.
De retour en Algérie en 1856, il est nommé chef de bataillon au 8e bataillon de chasseurs à pied avec lequel il participe à la campagne de Grande Kabylie.
Promu lieutenant-colonel au 1er régiment de zouaves en août 1857, il est appelé en 1858 et 1860 en cette qualité à créer en Suède un corps de zouaves.
Colonel du 1er régiment de zouaves, il combat avec son régiment au cours de la campagne d'Italie en 1859 ; il est promu commandeur de la Légion d'honneur en septembre.
Il s'illustre ensuite au cours de l'expédition du Mexique de 1862 à 1865. Sa conduite lui vaut d'être nommé à 40 ans général de brigade en juillet 1863 puis élevé à la dignité de grand officier de la Légion d'honneur en octobre 1865.
Il est nommé à la tête d'une brigade de la Garde impériale en 1866, qu'il commande lors de la guerre de 1870. Il est fait prisonnier à Metz comme beaucoup de militaires français et déporté en Allemagne.
Après la guerre, il est promu général de division en octobre 1873 et appelé au commandement de la  31e division d'infanterie à Montpellier.
Le 29 décembre 1882, il est élevé à la dignité de grand-croix de la Légion d'honneur.
Après 1885 il cesse toute activité et poursuit sa vie en famille.

## Décorations

### Françaises
- Grand-croix de la Légion d'honneur (29 décembre 1882)
  - Grand officier le 13 octobre 1865
  - Commandeur le 18 septembre 1859
  - Officier le 26 mars 1855
  - Chevalier le 28 juillet 1848

### Étrangères
- Commandeur 2e classe de l'Ordre de Dannebrog (Danemark).
- Grand officier de l'Ordre de Notre-Dame de Guadalupe (Mexique).
- Commandeur de l'Ordre de l’Épée (Suède).
- Commandeur de l'Ordre de Saint-Olaf (Norvège).

## Sources
- Théophile de Lamathière, Panthéon de la Légion d'honneur, t.4, E. Dentu, 1875-1911, pp. 66-68. Lire en ligne.
- Lettres du général Brincourt, 1823-1909, publiées par son fils le commandant Charles Brincourt, Plon-Nourrit, 1923. Lire en ligne.
- Almanach National - annuaire officiel de la République Française pour 1898.